# Arroyo Horqueta
El arroyo Horqueta (en inglés: Horqueta Creek, Orqueta Creek o Bodie Creek) es un curso fluvial en el centro de la isla Soledad en las islas Malvinas, más precisamente al norte de Lafonia y al sur de Pradera del Ganso, que fluye hacia el este y desemboca en la ría Bodie. A lo largo de su curso atraviesa la granja del mismo nombre. El topónimo en inglés malvinense de Horqueta ("Orqueta") se remonta a los gauchos rioplantenses que habitaron el área hacia mediados del siglo XIX y hace referencia a la Paspalum notatum.